# جائزة إيطاليا الكبرى للدراجات النارية 2010
جائزة إيطاليا الكبرى للدراجات النارية 2010 هو سباق دراجات نارية أقيم بتاريخ 6 يونيو 2010 في حلبة موجيلو. كان الجولة الرابعة من أصل 18 في سباق الجائزة الكبرى للدراجات النارية موسم 2010. فاز الإسباني داني بيدروسا بفئة الموتو جي بي بينما جاء الإسباني خورخي لورنزو في المركز الثاني.

## وصلات خارجية
- الموقع الرسمي